# Mistrzostwa Polski Seniorów w Lekkoatletyce 2009

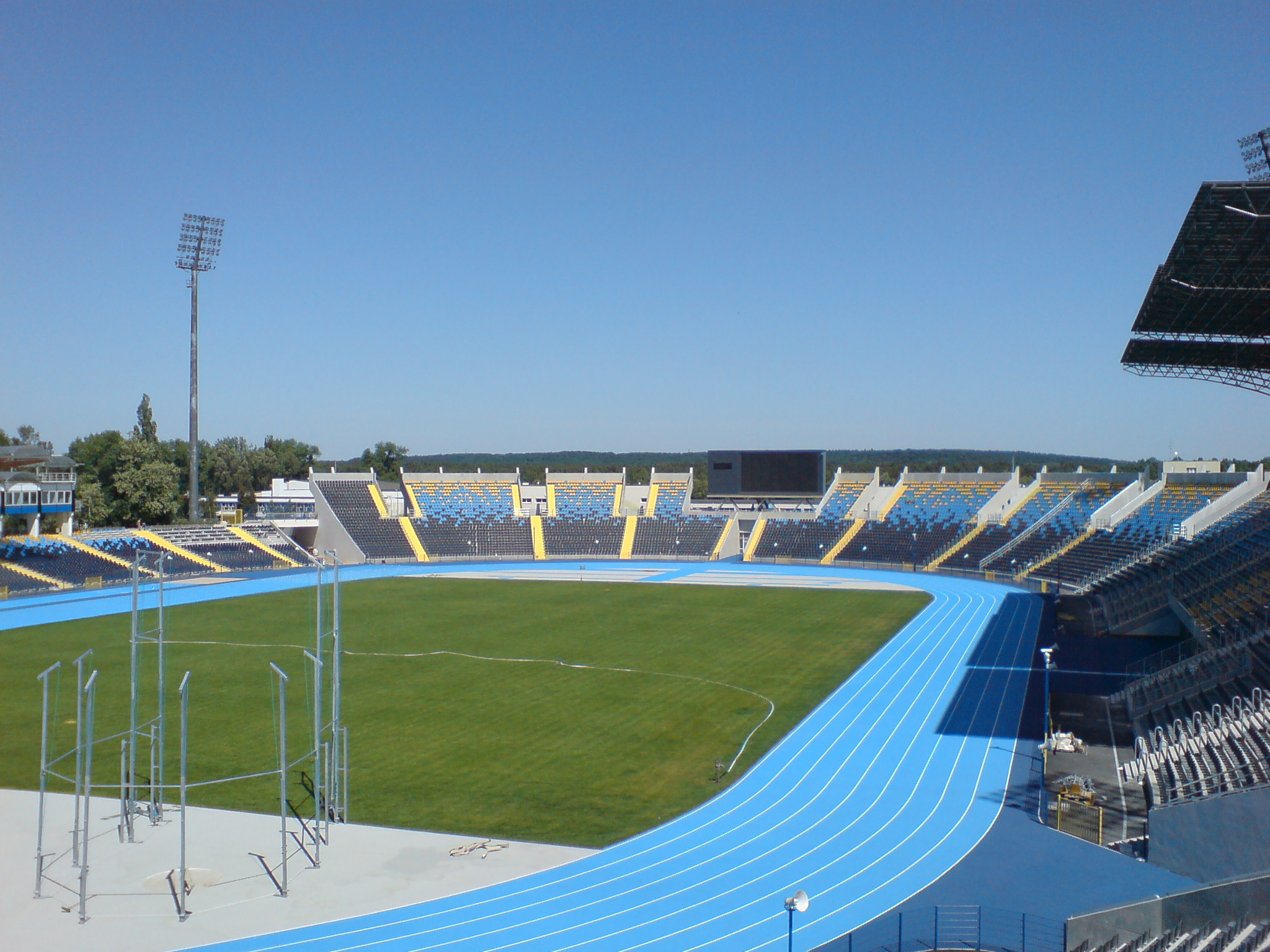
Stadion w Bydgoszczy

85. Mistrzostwa Polski Seniorów w Lekkoatletyce – zawody sportowe, które odbyły się między 31 lipca a 2 sierpnia 2009 roku na stadionie imienia Zdzisława Krzyszkowiaka w Bydgoszczy. Miasto przeznaczyło na organizację imprezy dotacje w wysokości 50 tysięcy złotych. Bydgoszcz mistrzostwa kraju gościła już po raz dwunasty.

## Rezultaty

### Mężczyźni
| Konkurencja                 | 1. miejsce                                                                           | Rezultat     | 2. miejsce | Rezultat     | 3. miejsce                                                                     | Rezultat     |
| 100 m                       | Dariusz Kuć AZS-AWF Kraków                                                           | 10,21        | Robert Kubaczyk AZS Poznań | 10,35        | Mikołaj Lewański MKL Szczecin                                                  | 10,45        |
| 200 m                       | Dariusz Kuć AZS-AWF Kraków                                                           | 20,46w       | Kamil Kryński Podlasie Białystok | 21,01w       | Michał Bielczyk AZS-AWF Warszawa                                               | 21,08w       |
| 400 m                       | Marcin Marciniszyn WKS Śląsk Wrocław                                                 | 45,96        | Piotr Klimczak WKS Śląsk Wrocław | 46,05        | Jan Ciepiela AZS-AWF Kraków                                                    | 46,13        |
| 800 m                       | Adam Kszczot RKS Łódź                                                                | 1:47,88      | Artur Ostrowski Olimpia Poznań | 1:49,69      | Mateusz Podawca LKS Omega Kleszczów                                            | 1:49,83      |
| 1500 m                      | Kamil Zieliński Sporting Międzyzdroje                                                | 3:50,51      | Łukasz Parszczyński Polonia Warszawa | 3:50,75      | Bartosz Nowicki WKS Śląsk Wrocław                                              | 3:51,24      |
| 5000 m                      | Artur Kozłowski (sportowiec) MULKS MOS Sieradz                                       | 13:46,66     | Radosław Kłeczek WKS Śląsk Wrocław | 13:47,16     | Łukasz Parszczyński Polonia Warszawa                                           | 13:49,93     |
| 10 000 m                    | Marcin Chabowski WKS Flota Gdynia                                                    | 28:27,59     | Henryk Szost WKS Grunwald Poznań | 28:31,90     | Artur Kozłowski (sportowiec) MULKS MOS Sieradz                                 | 28:48,74     |
| Półmaraton                  | Mariusz Giżyński Sporting Międzyzdroje                                               | 1:04:21      | Michał Smalec Podlasie Białystok | 1:04:42      | Arkadiusz Sowa WKS Grunwald Poznań                                             | 1:04:51      |
| maraton                     | Radosław Dudycz KS GKS Kołczygłowy                                                   | 2:14:58      | Mariusz Giżyński KB Sporting Międzyzdroje | 2:15:59      | Maciej Miereczko LKS Vectra DGS Włocławek                                      | 2:17:01      |
| 100 km                      | Andrzej Baran Finisz Kalisz                                                          | 7:27:31      | Dariusz Cichorek Finisz Kalisz | 7:42:42      | Dariusz Guzowski ULKS Talex Borzytuchom                                        | 7:49:07      |
| Bieg 24-godzinny            | Waldemar Pędzich ALKS KURP Ostrołęka                                                 | 230 km 921 m | August Jakubik TL „Pogoń” Ruda Śląska | 223 km 555 m | Andrzej Urbaniak WKS „Zawisza” Bydgoszcz                                       | 218 km 675 m |
| 3000 m z przeszk.           | Tomasz Szymkowiak LUKS Orkan Września                                                | 8:27,76      | Marcin Chabowski WKS Flota Gdynia | 8:31,81      | Mateusz Demczyszak WKS Śląsk Wrocław                                           | 8:34,15      |
| 110 m ppł                   | Dominik Bochenek SL WKS Zawisza Bydgoszcz                                            | 13,73        | Maciej Giza AZS-AWF Kraków | 14,31        | Maciej Wojtkowski AZS-AWF Warszawa Krzysztof Radziszewski KKL Kielce           | 14,32        |
| 400 m ppł                   | Marek Plawgo Warszawianka                                                            | 50,39        | Rafał Ostrowski AZS-AWF Katowice | 51,04        | Radosław Czyż Wawel Kraków                                                     | 51,85        |
| sztafeta 4 × 100 m          | AZS Poznań Jakub Adamski Robert Kubaczyk Błażej Tyburski Artur Zaczek                | 40,22        | AZS-AWF Warszawa Piotr Oganiaczyk Michał Bielczyk Jarosław Kulesza Michał Łukasiak                                                                            | 40,40        | AZS-AWF Kraków Jan Ciepiela Marcin Jurkiewicz Krzysztof Jabłoński Marcin Nowak | 40,50        |
| sztafeta 4 × 400 m          | WKS Śląsk Wrocław Daniel Dąbrowski Łukasz Krawczuk Marcin Marciniszyn Piotr Klimczak | 3:07,95      | AZS Łódź Jarosław Wasiak Sebastian Porządny Kamil Budziejewski Piotr Kędzia & AZS-AWF Kraków Piotr Dąbrowski Damian Dusiński Krzysztof Jabłoński Jan Ciepiela | 3:08,49      |                                                                                |              |
| Bieg przełajowy (ok. 4 km)  | Marcin Błaziński WKS Grunwald Poznań                                                 | 12:04        | Łukasz Skoczyński Budowlani Częstochowa | 12:12        | Adam Matuła SL WKS Zawisza Bydgoszcz                                           | 12:18        |
| Bieg przełajowy (ok. 10 km) | Mariusz Giżyński Sporting Międzyzdroje                                               | 29:25        | Henryk Szost WKS Grunwald Poznań | 29:42        | Artur Kozłowski (sportowiec) MULKS MOS Sieradz                                 | 29:59        |
| chód na 20 km               | Grzegorz Sudoł AZS-AWF Kraków                                                        | 1:21:49      | Rafał Augustyn Sokół Mielec | 1:22:03      | Artur Brzozowski Znicz Biłgoraj                                                | 1:22:23      |
| Chód na 50 km               | Rafał Sikora AZS-AWF Kraków                                                          | 3:52:33      | Łukasz Nowak AZS Poznań | 3:58:57      | Maciej Rosiewicz UKS12 Kalisz                                                  | 4:00:23      |
| Skok wzwyż                  | Grzegorz Sposób Start Lublin                                                         | 2,31         | Sylwester Bednarek RKS Łódź | 2,25         | Robert Wolski MKLA Łęczyca                                                     | 2,22         |
| Skok o tyczce               | Mateusz Didenkow SKLA Sopot                                                          | 5,50         | Adam Kolasa Sporting Międzyzdroje | 5,40         | Przemysław Czerwiński MKL Szczecin                                             | 5,20         |
| Skok w dal                  | Michał Rosiak Vectra Włocławek                                                       | 7,58         | Marcin Dudek AZS-AWF Biała Podlaska | 7,51         | Mateusz Parlicki Płomień Sosnowiec                                             | 7,50         |
| Trójskok                    | Paweł Kruhlik AZS AWF Wrocław                                                        | 16,50        | Karol Hoffmann MKS Aleksandrów Łódzki | 15,89        | Wojciech Lewandowski AZS AWF Wrocław                                           | 15,87        |
| Pchnięcie kulą              | Tomasz Majewski AZS-AWF Warszawa                                                     | 21,17        | Krzysztof Krzywosz Podlasie Białystok | 19,44        | Dominik Zieliński WKS Flota Gdynia                                             | 19,15        |
| Rzut dyskiem                | Piotr Małachowski WKS Śląsk Wrocław                                                  | 64,15        | Bartosz Ratajczak AZS Poznań | 60,55        | Konrad Szuster MKS Start Lublin                                                | 60,37        |
| Rzut młotem                 | Szymon Ziółkowski AZS Poznań                                                         | 77,11        | Wojciech Kondratowicz Skra Warszawa | 72,07        | Paweł Fajdek Agros Zamość                                                      | 70,86        |
| Rzut oszczepem              | Adrian Markowski Osa Zgorzelec                                                       | 84,85        | Igor Janik AZS-AWFiS Gdańsk | 77,53        | Piotr Frąckiewicz ZLKL Zielona Góra                                            | 76,45        |
| dziesięciobój               | Łukasz Płaczek SL WKS Zawisza Bydgoszcz                                              | 7266 pkt     | Krzysztof Plaskota AZS Politechnika Opolska Opole | 7195 pkt     | Jacek Nabożny AZS-AWF Wrocław                                                  | 7024 pkt     |

### Kobiety
| Konkurencja                | 1. miejsce                                                                        | Rezultat  | 2. miejsce                                                                        | Rezultat  | 3. miejsce                                                                             | Rezultat  |
| 100 m                      | Marika Popowicz SL WKS Zawisza Bydgoszcz                                          | 11,38     | Joanna Kocielnik Orzeł Warszawa                                                   | 11,59     | Iwona Ziółkowska AZS Poznań                                                            | 11,59     |
| 200 m                      | Marika Popowicz SL WKS Zawisza Bydgoszcz                                          | 23,59     | Marta Jeschke SKLA Sopot                                                          | 23,69     | Anna Kiełbasińska AZS-AWF Warszawa                                                     | 23,96     |
| 400 m                      | Agata Bednarek AZS Łódź                                                           | 53,53     | Izabela Kostruba Agros Zamość                                                     | 53,56     | Agnieszka Leszczyńska Sporting Międzyzdroje                                            | 53,69     |
| 800 m                      | Anna Rostkowska KS Athletics Jakać Młoda                                          | 2:06,12   | Angelika Cichocka ULKS Talex Borzytuchom                                          | 2:06,86   | Justyna Zembrzuska AZS-AWF Warszawa                                                    | 2:07,40   |
| 1500 m                     | Sylwia Ejdys WKS Śląsk Wrocław                                                    | 4:07,38   | Renata Pliś Maraton Świnoujście                                                   | 4:11,62   | Anna Jakubczak Agros Zamość                                                            | 4:16,60   |
| 5000 m                     | Karolina Jarzyńska Piętka Katowice                                                | 15:44,01  | Agnieszka Ciołek AZS AWF Wrocław                                                  | 16:02,86  | Aleksandra Jakubczak Agros Zamość                                                      | 16:22,23  |
| 10 000 m                   | Katarzyna Kowalska Vectra Włocławek                                               | 33:22,90  | Aleksandra Jakubczak Agros Zamość                                                 | 34:44,53  | Maria Maj-Roksz Wejher Wejherowo                                                       | 35:06,95  |
| Półmaraton                 | Agnieszka Gortel AKS Chorzów                                                      | 1:14:14   | Marzena Kłuczyńska AZS Poznań                                                     | 1:15:24   | Maria Maj-Roksz Wejher Wejherowo                                                       | 1:15:37   |
| maraton                    | Edyta Lewandowska RKS Łódź                                                        | 2:35:42   | Agnieszka Janasiak Olimpia Poznań                                                 | 2:38:15   | Ewa Brych-Pająk CKS Budowlani Częstochowa                                              | 2:39:48   |
| 3000 m z przeszkodami      | Katarzyna Kowalska Vectra Włocławek                                               | 9:46,06   | Agnieszka Pietsch-Fulbiszewska AZS AWF Wrocław                                    | 10:10,59  | Justyna Korytkowska LŁKS Prefabet Śniadowo Łomża                                       | 10:32,78  |
| 100 m ppł                  | Joanna Kocielnik Orzeł Warszawa                                                   | 13,42     | Kamila Chudzik AZS-AWFiS Gdańsk                                                   | 13,59     | Karolina Tymińska AZS-AWFiS Gdańsk                                                     | 13,76     |
| 400 m ppł                  | Anna Jesień AZS-AWF Warszawa                                                      | 56,19     | Agnieszka Karpiesiuk AZS-AWFiS Gdańsk                                             | 56,38     | Marta Chrust-Rożej AZS AWF Wrocław                                                     | 56,70     |
| sztafeta 4 × 100 m         | AZS-AWF Warszawa Kaja Tokarska Jolanta Wójcik Monika Bejnar Anna Kiełbasińska     | 44,95     | AZS Poznań Monika Wieczorkiewicz Iwona Ziółkowska Dorota Jędrusińska Martyna Opoń | 45,15     | AZS AWF Wrocław Weronika Wedler Milena Pędziwiatr Martyna Świerczyk Marta Chrust-Rożej | 45,43     |
| sztafeta 4 × 400 m         | AZS-AWF Warszawa Jolanta Wójcik Justyna Zembrzuska Klaudia Blus Anna Kiełbasińska | 3:41,26   | AZS-AWF Katowice Marzena Wolska Joanna Kuś Jolanta Handzlik Tina Polak            | 3:41,75   | AZS AWF Wrocław Joanna Trawińska Martyna Świerczyk Milena Pędziwiatr Katarzyna Szuba   | 3:42,76   |
| Bieg przełajowy (ok. 3 km) | Angelika Cichocka ULKS Borzytuchom                                                | 10:38     | Aleksandra Jakubczak Agros Zamość                                                 | 10:42     | Maria Maj Wejher Wejherowo                                                             | 10:46     |
| Bieg przełajowy (ok. 7 km) | Katarzyna Kowalska Vectra Włocławek                                               | 23:30     | Mariola Konowalska Budowlani Częstochowa                                          | 24:56     | Aleksandra Jawor Budowlani Częstochowa                                                 | 24:57     |
| chód na 20 km              | Agnieszka Dygacz AZS-AWF Katowice                                                 | 1:33:52   | Paulina Buziak Sokół Mielec                                                       | 1:34:28   | Katarzyna Kwoka Resovia                                                                | 1:40:34   |
| Skok wzwyż                 | Kamila Stepaniuk Podlasie Białystok                                               | 1,93      | Karolina Gronau Start Lublin                                                      | 1,89      | Justyna Kasprzycka AZS AWF Wrocław                                                     | 1,87      |
| Skok o tyczce              | Anna Rogowska SKLA Sopot                                                          | 4,80      | Joanna Piwowarska AZS-AWF Warszawa                                                | 4,40      | Marta Plewa AZS UMCS Lublin                                                            | 4,10      |
| Skok w dal                 | Teresa Dobija AZS Łódź                                                            | 6,74      | Kamila Chudzik AZS-AWFiS Gdańsk                                                   | 6,55      | Małgorzata Trybańska Warszawianka                                                      | 6,54      |
| Trójskok                   | Małgorzata Trybańska Warszawianka                                                 | 14,04     | Aneta Sadach KB Geotermia Uniejów                                                 | 13,51     | Monika Olkiewicz AZS-AWF Gorzów Wielkopolski                                           | 13,02     |
| Pchnięcie kulą             | Magdalena Sobieszek AZS UMCS Lublin                                               | 17,27     | Agnieszka Bronisz Płomień Sosnowiec                                               | 16,19     | Agnieszka Dudzińska AZS-AWF Biała Podlaska                                             | 16,11     |
| Rzut dyskiem               | Żaneta Glanc AZS Poznań                                                           | 60,58     | Wioletta Potępa WKS Śląsk Wrocław                                                 | 60,17     | Joanna Wiśniewska Gwardia Warszawa                                                     | 59,07     |
| Rzut młotem                | Anita Włodarczyk AZS-AWF Poznań                                                   | 75,74     | Małgorzata Zadura AZS-AWF Warszawa                                                | 65,54     | Katarzyna Kita Agros Zamość                                                            | 65,15     |
| Rzut oszczepem             | Urszula Piwnicka SKLA Sopot                                                       | 60,02     | Barbara Madejczyk Jantar Ustka                                                    | 57,53     | Karolina Mor LUKS Hańcza Suwałki                                                       | 54,80     |
| Siedmiobój                 | Kamila Chudzik AZS-AWFiS Gdańsk                                                   | 6155 pkt. | Małgorzata Reszka SL WKS Zawisza Bydgoszcz                                        | 5205 pkt. | Patrycja Marciniak AZS-AWFiS Gdańsk                                                    | 5156 pkt. |